# 19歳の結末 一家4人惨殺事件
『19歳の結末 一家4人惨殺事件』（じゅうきゅうさいのけつまつ いっかよにんざんさつじけん）は、祝康成（現在のペンネーム：永瀬隼介）によるノンフィクション（全8章）。1992年（平成4年）3月、千葉県市川市で当時19歳の少年S（2001年に死刑が確定、2017年に死刑執行された少年死刑囚）が一家4人を殺害した市川一家4人殺害事件を題材としている。
著者である祝は1999年（平成11年）、『新潮45』（新潮社）の誌上で本事件を題材にしたルポ「一家四人惨殺「十九歳」犯人の現在」を発表。その後、新たな取材を加え、2000年（平成12年）9月15日、新潮社より単行本として本書が発行された。また、Sの死刑確定後の2004年（平成16年）8月には『19歳 一家四人惨殺犯の告白』（じゅうきゅうさい いっかよにんざんさつはんのこくはく）に改題の上、新たに第9章を書き下ろしとして加え、筆名を「永瀬隼介」に変更した上で、角川書店より文庫本（角川文庫）として再発売された。

## 概要
本書の題材となった事件の犯人である男Sは、19歳だった1992年（平成4年）3月5日から翌6日にかけ、千葉県市川市内のマンションで一家5人のうち4人（男性A〈42歳〉とその母親C〈83歳〉、妻D〈36歳〉、次女E〈4歳〉）を殺害し、唯一生き残った長女B（当時15歳）を殺害現場で強姦するという事件を起こし、逮捕された。Sは強盗殺人などの罪で起訴され、1994年（平成6年）8月8日に千葉地裁刑事第1部（神作良二裁判長）で求刑通り死刑判決を言い渡される。同判決を不服として控訴したが、1996年（平成8年）7月2日に東京高裁（神田忠治裁判長）で控訴棄却の判決を言い渡されて上告し、本書発刊時点では被告人として、東京拘置所（東京都葛飾区小菅）で、最高裁の判決を待っていた。本書は著者である祝が、獄中にいたSとの40通以上にのぼる手紙のやり取りや、数十回におよぶ面会、関係者への取材に基づいて構成したものである。なお、本文中の人名はSを除き、すべて仮名である。
本書発刊後（文庫化前）の2001年（平成13年）12月3日、Sは最高裁第二小法廷（亀山継夫裁判長）で上告棄却の判決を言い渡されたことにより、死刑が確定。死刑囚（死刑確定者）として、2017年（平成29年）12月19日に東京拘置所で死刑を執行されている。

## 刊行の経緯
本書の著書である祝康成は1998年（平成8年）10月以降、東京拘置所でSと面会や文通を行い、その内面を知ろうとした。その動機について、祝は「（2000年時点から）数年前、未成年者の犯罪が目立ってきていたこともあって、ふとこの事件の犯人〔＝S〕がどうしているのか、できればなぜあの事件が起きたのかを知りたくなった」と述べている。また、この試みが実現できた理由として、当時『新潮45』（新潮社）編集部の編集長を務めていた石井昻の決断があったことや、副編集長の早川清（後に石井の後任として編集長に就任）から構成上のアドバイスや、取材への手厚いサポートなどを受けられたことを挙げている。
それ以来、祝は10日に1回の割合で東京拘置所を訪ね、面会を試みたが、1日に面会できる人数は弁護士を除いて1日1組（3人まで）に限定されているため、先客がいたために面会を断られたり、面会のための手続きまで済ませても、2時間以上待たされた挙句、Sから「今日は予定が入っていて会えない」と伝えられるような日も多かった。当時、祝は東京都東村山市に職場を構えていたが、東京拘置所までは電車で往復4時間近くを要したため、拘置所に赴いても無駄足になってしまうことも多かった。
祝はSとの初対面に先んじて、鰻屋を経営していたSの祖父（2000年当時：77歳）に会い、ロングインタビューを行った。また、事件関係者からの証言を得るため、東京都・千葉県・神奈川県を中心に、東北地方や大阪、熊本でも取材を行った。少女Bの母親Dの実家（熊本）や、AとCの墓がある父方の祖父の故郷（東北地方）も訪れ、事件後にBを引き取ったDの母親（Bの母方の祖母）および弟（Bの叔父）、Dの最初の結婚相手の実家、東北に住むAの親族からも取材を行い、被害者たちの生前の人となりも調べている。さらに、被害者遺族とSの母親の両方と交流のあった熊本の寺の住職や、唯一生き残ったB本人からも取材を行い、本書の基となったルポ「一家四人惨殺「十九歳」犯人の現在」を執筆し、そのルポは1999年（平成11年）5月18日に発売された『新潮45』1999年6月号に掲載された。
また、祝はSと交流を重ねるうちに、彼が事件前に結婚したフィリピン人の女性（仮名「エリザベス」、事件直前に帰国）に関心を抱き、彼女からも取材すべく、マニラ市内のトンド地区にあったエリザベスの家を突き止め、2000年（平成12年）1月下旬、フィリピンへ渡航した。そして、エリザベスの家族に会うことができたが、エリザベス本人はその5年前（1995年ごろ）に再び日本に渡っていることや、彼女の姉（長女）が日本人と結婚して東京に住んでいることを知る。帰国後、祝はエリザベスの姉と連絡を取ることを試み、同年2月初旬には彼女の代理人を名乗る男性と連絡を取ることができた。その1週間後、エリザベスや姉と同席しているという「代理人」から、取材条件として50万円を要求された祝は、「交渉の余地はあるのか」と聞いたが、「2人とも、交渉の余地はない、と言っています。残念ですな」と言われて電話を切られ、エリザベス本人から取材をすることは叶わなかった。また、祝はSの両親への取材も試みたが、両親とも取材を拒否している。一方、祝は一連の獄中取材のストレスから体調を崩し、取材が終盤に差し掛かっていた2000年夏には駅のホームで転倒したことで顎の骨を折り、歯が10本以上砕けるという重傷を負った。
同年9月、祝はそれまでの取材結果をまとめ、新潮社から本書（単行本）を出版した。その後も祝は、Sと面会を続けたが、結果的に面会は2001年1月下旬が最後となった。死刑が確定すると、死刑確定者は接見交通権を制限され、親族や弁護士以外との面会・手紙のやり取りが認められなくなるため、祝は最高裁で弁論が開かれた2001年4月以降も月3回のペースで拘置所に通い続けたが、それ以降は面会できず、Sからの手紙もしばらく送られてこなかった。その後、同年10月末日に久しぶりの手紙が届いたが、その次に送られてきた手紙（同年11月中旬に送られてきた、上告審判決期日に関する連絡）が、Sから祝宛に送られた生前最後の手紙となった。
その後、同書は3社から文庫化を打診されたが、単行本の売上が芳しくなかったこともあって、2社からは文庫化を見送られた。残る1社からはほぼ決定の連絡を受けていたが、文庫と無関係な部署の編集者（Aと仕事を通じた友人だった）から「うちで文庫化するなら会社を辞めてやる」と強い反対を受け、祝本人が直接会って話をしようにも、相手が「絶対に会いたくない」と強弁したため、その会社からも文庫化はされなかった。しかし、それ以前から祝と親交のあった吉良浩一が編集者を務めていた角川書店が、吉良からの推薦を受け、本書を文庫化することとなった。

## 構成
斜字は文庫版のみに収録された内容。
- プロローグ - 単行本版[51]と文庫版では異なる内容になっている[52]。
- 各章
  1. 軌跡[53][54]
  2. 暴力[55][56]
  3. 惨劇[57][58]
  4. 遺族[59][60]
  5. 手紙I[61][62]
  6. フィリピン[63][64]
  7. 手紙II[65][66]
  8. エピローグ[67] - 文庫版では「祈り」[68]
  9. 死刑[69]
- エピローグ[70]
- あとがき[71] - 文庫版では「単行本あとがき」[72]
- 文庫版あとがき[73]
- 解説 重松清[74]

## 評価
『週刊新潮』 (2000) は、祝について「驚くべき粘り強さと取材力で、史上稀に見る凶悪犯罪の全貌を明らかにした。」と評している。また、『諸君!』 (2000) は本書を「（S）の生い立ちから事件に至るまでの経緯について丹念に記したノンフィクション」と評している。
佐野眞一は、「読後感をやりきれなくさせているのは、事件の凄惨さではない。少年の「甘え」と「弱さ」こそが、凄惨さの根源である。しかし、昨今続発する少年犯罪の裏には多かれ少なかれ、こうしたやりきれなさが疼いている。著者は感情に溺れることなく、よく抑制して少年の疼きに同伴した。被害者の生活歴や遺族のその後にも注意深くふれ、少年が一時同棲した女性をフィリピンまで訪ねた丹念さにも、作品の公正さが保証されている。何よりも評価できるのは、拘留中の被告に何度も面会し、彼の内面を粘り強く聞き出そうとしていることである。」と評している。
作家の髙山文彦は、「神戸の少年Aと根本的に違っているのは、この主人公である男に一片の同情も感じなければ、この男に文学的主題を刺激されるかといえば皆無だということである。むしろ主題として強く惹きつけられたのは、この男のその後の生きかたであり、一家皆殺しのなかで、ただひとり生き残った少女のその後の生きかたであって、取材に困難を極めたのは重々承知のうえで、その弟と少女の物語をもっと分厚く読みたいと思った。著者のすさまじい取材に頭を垂れながら、少年事件になにを見るかということを深く考えさせられた。」と述べている。
ノンフィクションライターの黒沼克史は、Sの生い立ちを「小説も手がけた著者らしい筆致」、「手紙I」「手紙II」の章を「平板な文章で伝えられている」「その内容は通り一遍の予断を覆してこもごも考えさせられる。」と評している。作品そのものについては、「（事件の冷酷さを）表面的に見せつけたり解釈したりするのではなく、読み進んでいくうちに広く深まっていくという意味合いにおいて、すぐれた事件ノンフィクション」と評し、特に著者（祝）がSの生い立ちを祖父の代まで追って調べたこと、足繁く拘置所に通って丹念な取材を重ねたことや、殺人犯の心理を徒労させながらも単なる同情で終わらせず、S自身が祝宛の手紙で書いていた「本当の意味での反省は何なのか」という内容に関して、祝がS自身に直接聞いたこと、そして「加害者側の取材だけに終始するのではなく、被害者側にも取材しながらよりいっそう奥行きを見せている」点を挙げ、「足で稼ぎながら深めていくタイプのノンフィクションの醍醐味といえよう。」と評した。

## 関連作品
祝は本作の執筆を進めていた2000年3月、「永瀬隼介」のペンネームで作家としてデビューし、『サイレント・ボーダー』（文藝春秋）を発表した。さらに本作から派生したミステリー小説として『デッドウォーター』を執筆し、同作は2002年に文藝春秋から発売された。同作は、18歳で5人の女性を相次いで強姦して殺害するという連続強姦殺人を犯し、死刑判決を受け、拘置所で最高裁判決を待つ未決囚の男を追うフリーライターが、事件の渦中に巻き込まれていく様子を描いたものである。
永瀬は2002年、同作を「事件を第三者の立場から取材していた事件ライターが、思いがけず事件の当事者になったらどうなるか」というコンセプトで書いたことを明かした上で、死刑制度や刑務官の心境などについて関心を抱いた旨、そして「単なるトラウマから犯罪に走るのではなく、絶対悪としての犯罪者を書きたかった。突然変異ではないにしても、生まれながらに殺人者の資質を持った人間もいるんじゃないかと。接見した未決囚の男〔S〕もおそらくそんな人間だったと思います。」などと述べている。